# Kampf im Klassenzimmer
Kampf im Klassenzimmer ist ein Dokumentarfilm des WDR über eine zehnte Klasse der Hauptschule im Essener Stadtteil Karnap. Darin werden die Probleme des Zusammenlebens zwischen einer Minderheit von Schülern deutscher Herkunft und einer Mehrzahl von Schülern aus Zuwandererfamilien thematisiert. Der Film wurde 2009 von Güner Yasemin Balcı und Nicola Graef produziert.
Die Dokumentation wurde zuerst am 22. Juli 2010 von 0:15h bis 1:00h und 23. Juli 2010 von 3:40h bis 4:25h von dem öffentlich-rechtlichen Fernsehprogramm Das Erste ausgestrahlt. Die Hauptschule in Essen-Karnap war bereits einige Wochen zuvor geschlossen worden.

## Inhalt
In der etwa 45-minütigen Dokumentation wurden Lehrer bei ihrer Arbeit begleitet, die in einer Schule unterrichteten, in der rund 70 Prozent der Schülerinnen und Schüler aus türkischen, kurdischen oder libanesischen Familien stammten und die sich zudem in einem sogenannten sozialen Brennpunkt befand. Die anderen Schüler – so die Autorinnen – gerieten in eine Opferrolle und wurden zum Teil beschimpft und geschlagen. Die Schüler mit Migrationshintergrund hatten dort laut den Direktoren „eindeutig das Sagen“, worauf die anderen Schüler wiederum „mit Aggression oder Überanpassung“ reagierten. Lehrer wie Schulleitung versuchten, die dabei auftretenden Konfliktsituationen durch klare Regeln sowie Zusatzangebote zu lösen. Nach Angaben der Arbeitsgemeinschaft Dokumentarfilm stehen im Mittelpunkt der Betrachtungen „2-3 deutsche Schülerinnen und Schüler“ und die Frage, wie diese „die Situation erleben“. Die Dokumentation solle „Situationen von Verstehen und Nichtverstehen“ einer Schulklasse zeigen.

## Reaktionen
Die Erstveröffentlichung im Juli 2010 löste nach Angaben des WDR kontroverse Reaktionen der Zuschauer und in der Medienberichterstattung aus. Während Guido Reil – damals noch Ratsherr der SPD in Essen-Karnap – oder der Schul- und Sozialdezernent Peter Renzel die Dokumentation als eine Abbildung der Realität sahen, kritisierte Helmuth Schweitzer, Pädagogischer Leiter des Büros für Interkulturelle Arbeit, den Film als „voyeuristisch“ und behauptete, von der Regisseurin Güner Balcı wäre nichts anderes zu erwarten gewesen: „Man kennt ja die Autorin und hätte wissen können, was dabei herauskommt“. Die FAZ-Redakteurin Regina Mönch schrieb in ihrer Programmempfehlung zur Erstausstrahlung, beide Autorinnen verstünden es, „in intensiven Gesprächen und Diskussionen, geführt über einen langen Zeitraum, die schwierige Situation zu zeigen, in der sich das Kollegium und die Schüler befinden“. Der Dokumentarfilm sei „die Geschichte einer sich manifestierenden Intoleranz, an der alle Versuche der Pädagogen, sie aufzubrechen, abprallen.“ Nach der Ausstrahlung kritisierte allerdings der Elternverband Ruhr die Dokumentation. Der Bericht behindere „das Gelingen von Integration“ und forciere „Fehlentwicklungen“. Die ehemalige Schuldirektorin nannte den vermittelten Eindruck, die Schule sei Schauplatz gewalttätiger Auseinandersetzungen zwischen Schülern der muslimischen Mehrheit und einer unterdrückten deutschen Minderheit gewesen, ein Zerrbild. Im Zuge der Debatte über die Integrationsprobleme in Deutschland wurde die Dokumentation in den Talkshows Menschen bei Maischberger und Hart, aber fair in Ausschnitten gezeigt.